# Plainville (Oise)
Pour les articles homonymes, voir Plainville.
Plainville est une commune française située dans le département de l'Oise en région Hauts-de-France.
Ses habitants sont appelés les Plainvillois et les Plainvilloises.

## Géographie
| Sérévillers | Broyes     |                 |
| Chepoix     | Plainville | Welles-Pérennes |
| La Hérelle  |            |                 |

### Hydrographie
La commune est située dans le bassin Artois-Picardie. Elle n'est drainée par aucun cours d'eau.

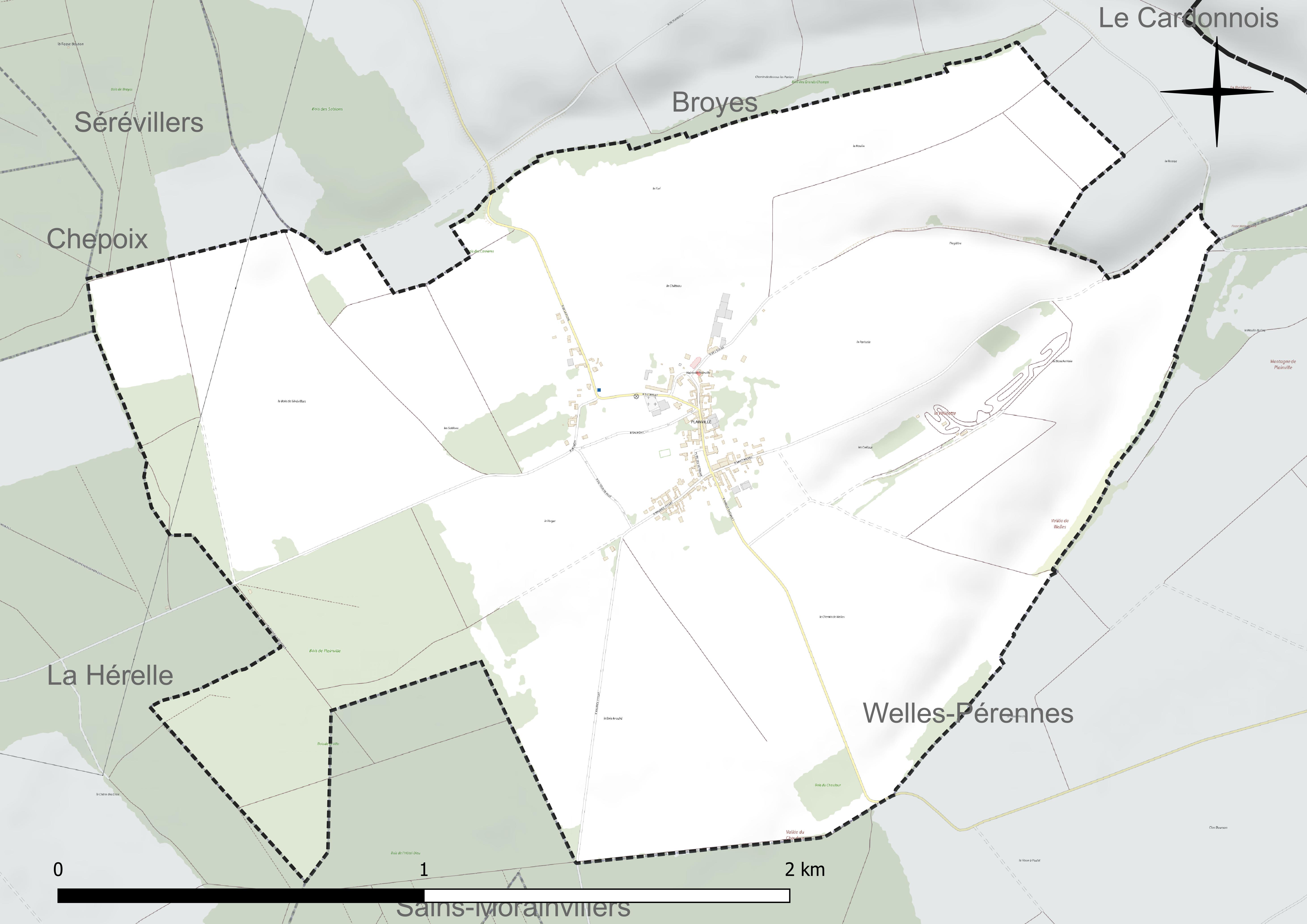
Réseau hydrographique de Plainville.

### Climat
Pour des articles plus généraux, voir Climat des Hauts-de-France et Climat de l'Oise.
En 2010, le climat de la commune est de type climat océanique dégradé des plaines du Centre et du Nord, selon une étude du CNRS s'appuyant sur une série de données couvrant la période 1971-2000. En 2020, Météo-France publie une typologie des climats de la France métropolitaine dans laquelle la commune est exposée à un climat océanique et est dans la région climatique  Nord-est du bassin Parisien, caractérisée par un ensoleillement médiocre, une pluviométrie moyenne régulièrement répartie au cours de l'année et un hiver froid (3 °C). 
Pour la période 1971-2000, la température annuelle moyenne est de 10,4 °C, avec une amplitude thermique annuelle de 14,4 °C. Le cumul annuel moyen de précipitations est de 682 mm, avec 11,3 jours de précipitations en janvier et 8,1 jours en juillet. Pour la période 1991-2020, la température moyenne annuelle observée sur la station météorologique la plus proche, située sur la commune de Godenvillers à 8 km à vol d'oiseau, est de 11,1 °C et le cumul annuel moyen de précipitations est de 701,9 mm,. Pour l'avenir, les paramètres climatiques de la commune estimés pour 2050 selon différents scénarios d'émission de gaz à effet de serre sont consultables sur un site dédié publié par Météo-France en novembre 2022.

## Urbanisme

### Typologie
Au 1er janvier 2024, Plainville est catégorisée commune rurale à habitat dispersé, selon la nouvelle grille communale de densité à sept niveaux définie par l'Insee en 2022.
Elle est située hors unité urbaine et hors attraction des villes,.

### Occupation des sols
L'occupation des sols de la commune, telle qu'elle ressort de la base de données européenne d'occupation biophysique des sols Corine Land Cover (CLC), est marquée par l'importance des territoires agricoles (86,9 % en 2018), une proportion identique à celle de 1990 (86,9 %). La répartition détaillée en 2018 est la suivante : 
terres arables (73,8 %), zones agricoles hétérogènes (13,1 %), forêts (13,1 %). L'évolution de l'occupation des sols de la commune et de ses infrastructures peut être observée sur les différentes représentations cartographiques du territoire : la carte de Cassini (XVIIIe siècle), la carte d'état-major (1820-1866) et les cartes ou photos aériennes de l'IGN pour la période actuelle (1950 à aujourd'hui).

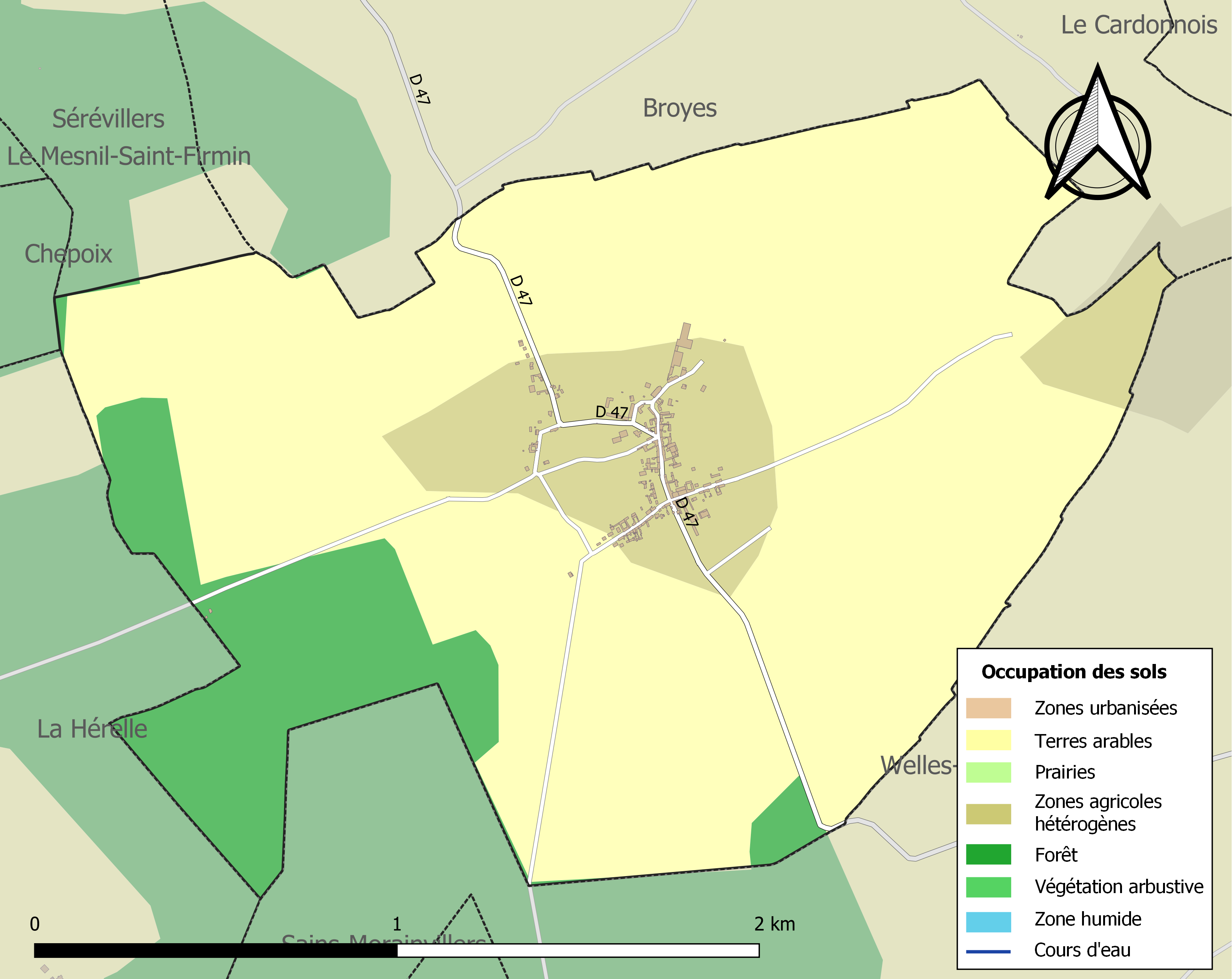
Carte des infrastructures et de l'occupation des sols de la commune en 2018 (CLC).

### Voies de communication et transports
La commune est desservie, en 2023, par les lignes 624, 6122 et 6304 du réseau interurbain de l'Oise.

## Toponymie
Le nom de la localité est attesté sous les formes Pelevilla (1178) ; de Peleevilla (1188) ; Peleeville (1189) ; Peleevile (1190) ; Pelee Ville (1190) ; Plainville (1515) ; Plainville lez Mondidier (1610) ; Plaineville (1667).

François de Beaurepaire se fonde sur les formes anciennes et propose la traduction « ville pelée » en référence à une terre peu fertile. Cette proposition a l'avantage de correspondre aux formes anciennes des différents Plainville. En outre, même si cette interprétation semble a priori obscure, elle est confortée par quelques toponymes en -ville se référant à la nature du sol du domaine rural, de manière dépréciative ou positive. Inversement, Richeville se réfère probablement à la fertilité de la terre ou à la richesse domaine rural. Il existe aussi un type Grigneuseville (Seine-Maritime), Grenieuseville (Eure) dont le premier élément représente l'ancien français grignos « triste ». Ces formations toponymiques sont toutes composées à partir d'un adjectif roman.

## Politique et administration

### Rattachements administratifs et électoraux
La commune se trouve dans l'arrondissement de Clermont du département de l'Oise. Pour l'élection des députés, elle fait partie de la première circonscription de l'Oise.
Elle faisait partie depuis 1802 du canton de Breteuil. Dans le cadre du redécoupage cantonal de 2014 en France, la commune rejoint le canton de Saint-Just-en-Chaussée.

### Intercommunalité
La commune faisait partie de la communauté de communes des Vallées de la Brèche et de la Noye créée fin 1992.
Dans le cadre des dispositions de la loi portant nouvelle organisation territoriale de la République (Loi NOTRe) du 7 août 2015, qui prévoit que les établissements publics de coopération intercommunale (EPCI) à fiscalité propre doivent avoir un minimum de 15 000 habitants, le préfet de l'Oise a publié en octobre 2015 un projet de nouveau schéma départemental de coopération intercommunale, qui prévoit la fusion de plusieurs intercommunalités, et notamment celle de Crèvecœur-le-Grand (CCC) et celle des Vallées de la Brèche et de la Noye (CCVBN), soit une intercommunalité de 61 communes pour une population totale de 27 196 habitants.
Après avis favorable de la majorité des conseils communautaires et municipaux concernés, cette intercommunalité dénommée communauté de communes de l'Oise picarde et dont la commune est désormais membre, est créée au 1er janvier 2017.

### Liste des maires
| Période                                  | Période                         | Identité            | Étiquette | Qualité                         |
| ---------------------------------------- | ------------------------------- | ------------------- | --------- | ------------------------------- |
| Les données manquantes sont à compléter. |                                 |                     |           |                                 |
| mars 2001                                | En cours (au 22 septembre 2014) | Brigitte Deguehegny |           | Réélue pour le mandat 2014-2020 |

## Population et société

### Démographie

#### Évolution démographique
L'évolution du nombre d'habitants est connue à travers les recensements de la population effectués dans la commune depuis 1793. Pour les communes de moins de 10 000 habitants, une enquête de recensement portant sur toute la population est réalisée tous les cinq ans, les populations de référence des années intermédiaires étant quant à elles estimées par interpolation ou extrapolation. Pour la commune, le premier recensement exhaustif entrant dans le cadre du nouveau dispositif a été réalisé en 2008.

En 2022, la commune comptait 163 habitants, en évolution de +1,88 % par rapport à 2016 (Oise : +0,87 %, France hors Mayotte : +2,11 %).
| 1793 | 1800 | 1806 | 1821 | 1831 | 1836 | 1841 | 1846 | 1851 |
| ---- | ---- | ---- | ---- | ---- | ---- | ---- | ---- | ---- |
| 337  | 341  | 344  | 316  | 322  | 327  | 316  | 308  | 302  |

| 1856 | 1861 | 1866 | 1872 | 1876 | 1881 | 1886 | 1891 | 1896 |
| ---- | ---- | ---- | ---- | ---- | ---- | ---- | ---- | ---- |
| 281  | 289  | 235  | 254  | 215  | 240  | 213  | 221  | 209  |

| 1901 | 1906 | 1911 | 1921 | 1926 | 1931 | 1936 | 1946 | 1954 |
| ---- | ---- | ---- | ---- | ---- | ---- | ---- | ---- | ---- |
| 196  | 179  | 176  | 158  | 198  | 175  | 179  | 159  | 170  |

| 1962 | 1968 | 1975 | 1982 | 1990 | 1999 | 2006 | 2008 | 2013 |
| ---- | ---- | ---- | ---- | ---- | ---- | ---- | ---- | ---- |
| 165  | 174  | 163  | 138  | 124  | 148  | 169  | 175  | 163  |

| 2018 | 2022 | - | - | - | - | - | - | - |
| ---- | ---- | - | - | - | - | - | - | - |
| 162  | 163  | - | - | - | - | - | - | - |

#### Pyramide des âges
La population de la commune est relativement jeune.
En 2018, le taux de personnes d'un âge inférieur à 30 ans s'élève à 35,8 %, soit en dessous de la moyenne départementale (37,3 %). À l'inverse, le taux de personnes d'âge supérieur à 60 ans est de 19,1 % la même année, alors qu'il est de 22,8 % au niveau départemental.
En 2018, la commune comptait 83 hommes pour 79 femmes, soit un taux de 51,23 % d'hommes, largement supérieur au taux départemental (48,89 %).
Les pyramides des âges de la commune et du département s'établissent comme suit.
| Hommes | Classe d’âge | Femmes |
| ------ | ------------ | ------ |
| 0,0    | 90 ou +      | 0,0    |
| 4,8    | 75-89 ans    | 10,1   |
| 10,8   | 60-74 ans    | 12,7   |
| 30,1   | 45-59 ans    | 20,3   |
| 20,5   | 30-44 ans    | 19,0   |
| 8,4    | 15-29 ans    | 15,2   |
| 25,3   | 0-14 ans     | 22,8   |

| Hommes | Classe d’âge | Femmes |
| ------ | ------------ | ------ |
| 0,5    | 90 ou +      | 1,4    |
| 5,5    | 75-89 ans    | 7,6    |
| 15,6   | 60-74 ans    | 16,3   |
| 20,8   | 45-59 ans    | 20     |
| 19,4   | 30-44 ans    | 19,4   |
| 17,6   | 15-29 ans    | 16,2   |
| 20,6   | 0-14 ans     | 19,1   |

## Culture locale et patrimoine

### Lieux et monuments
- Église Saint-Michel (XVIe siècle) : elle fut rémaniée au XXe siècle.
- Calvaire, sur la place communale
- Croix de chemin, lieu-dit les Calloux

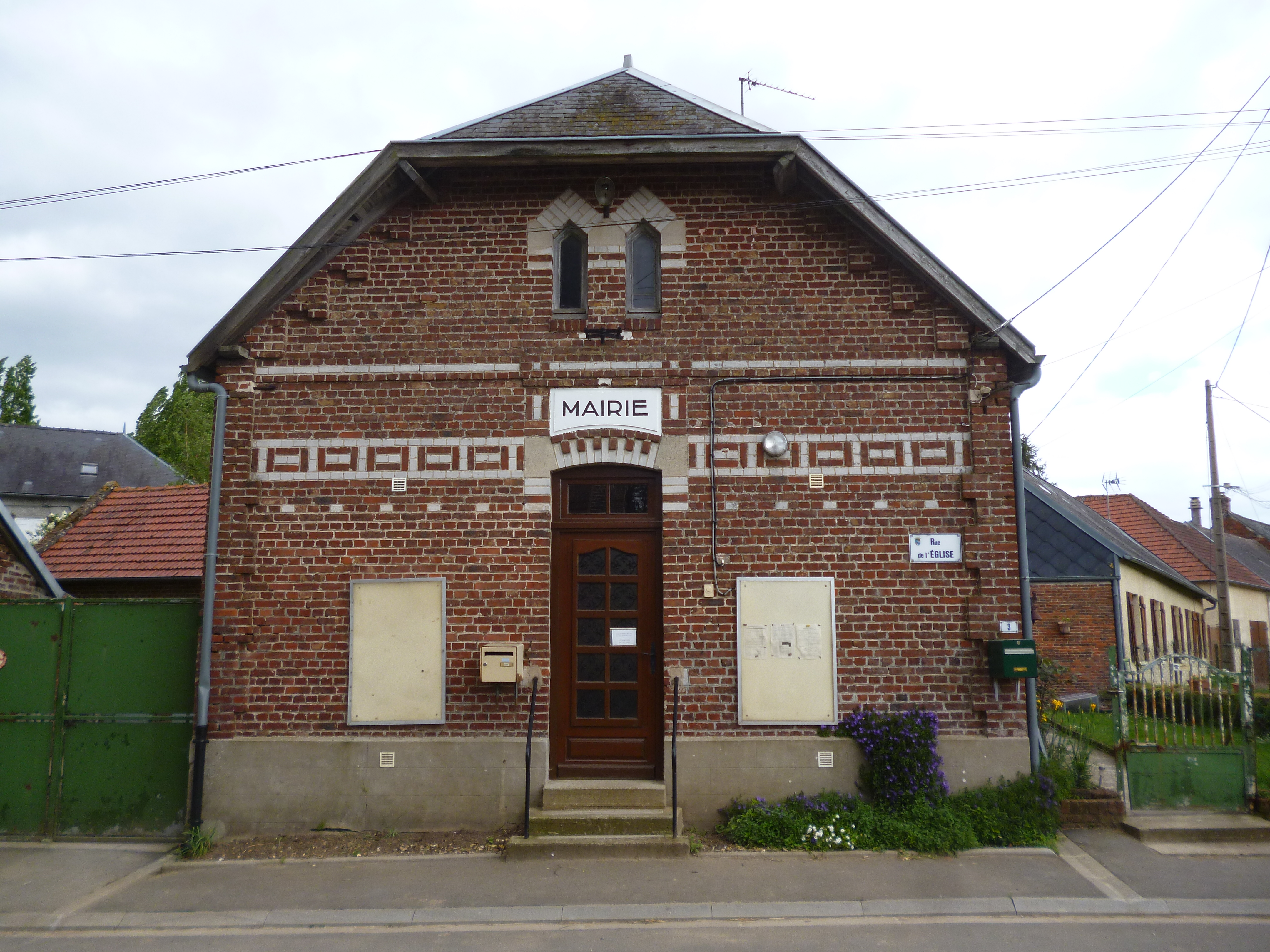
La mairie.
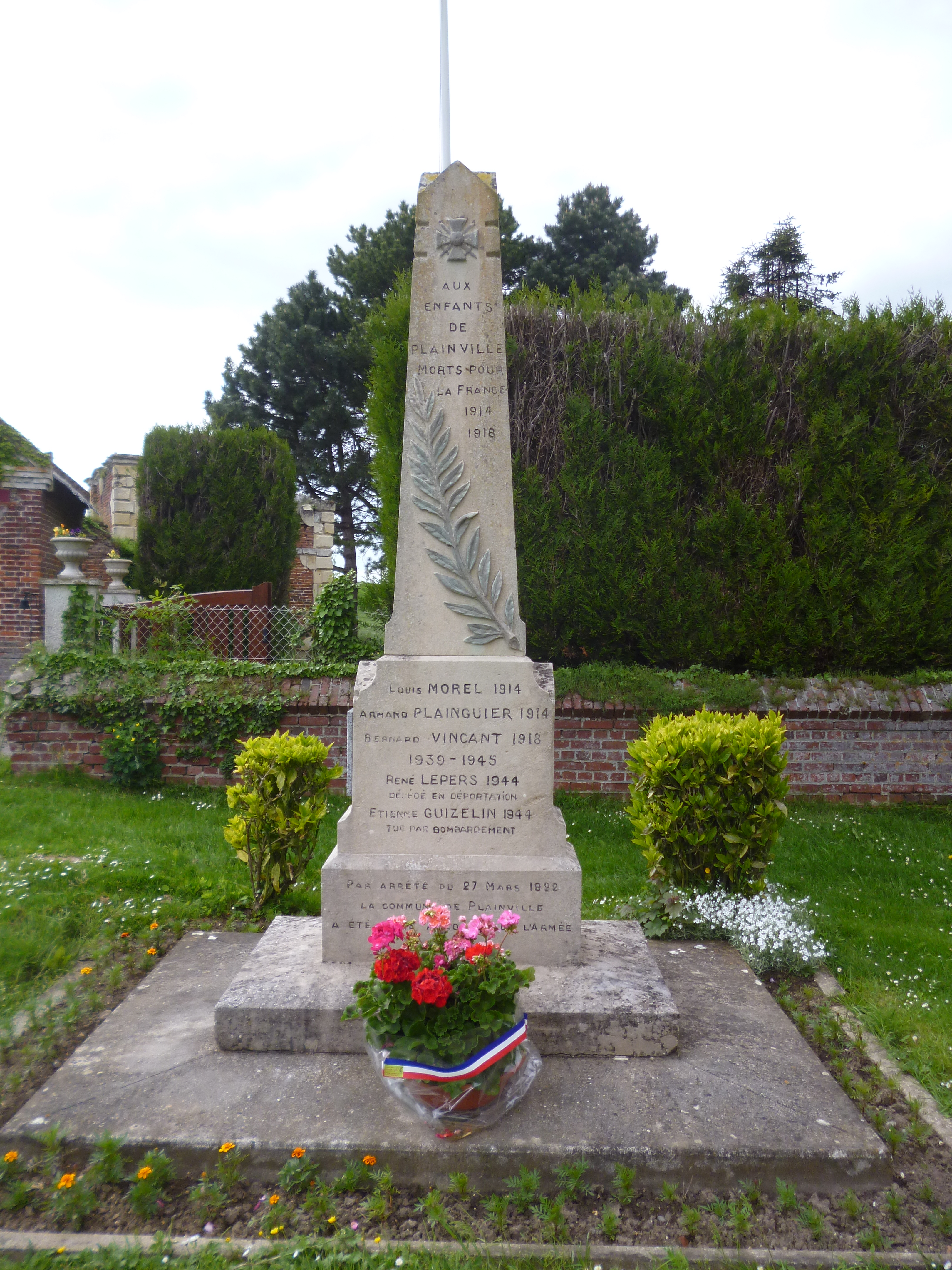
Le monument aux morts.
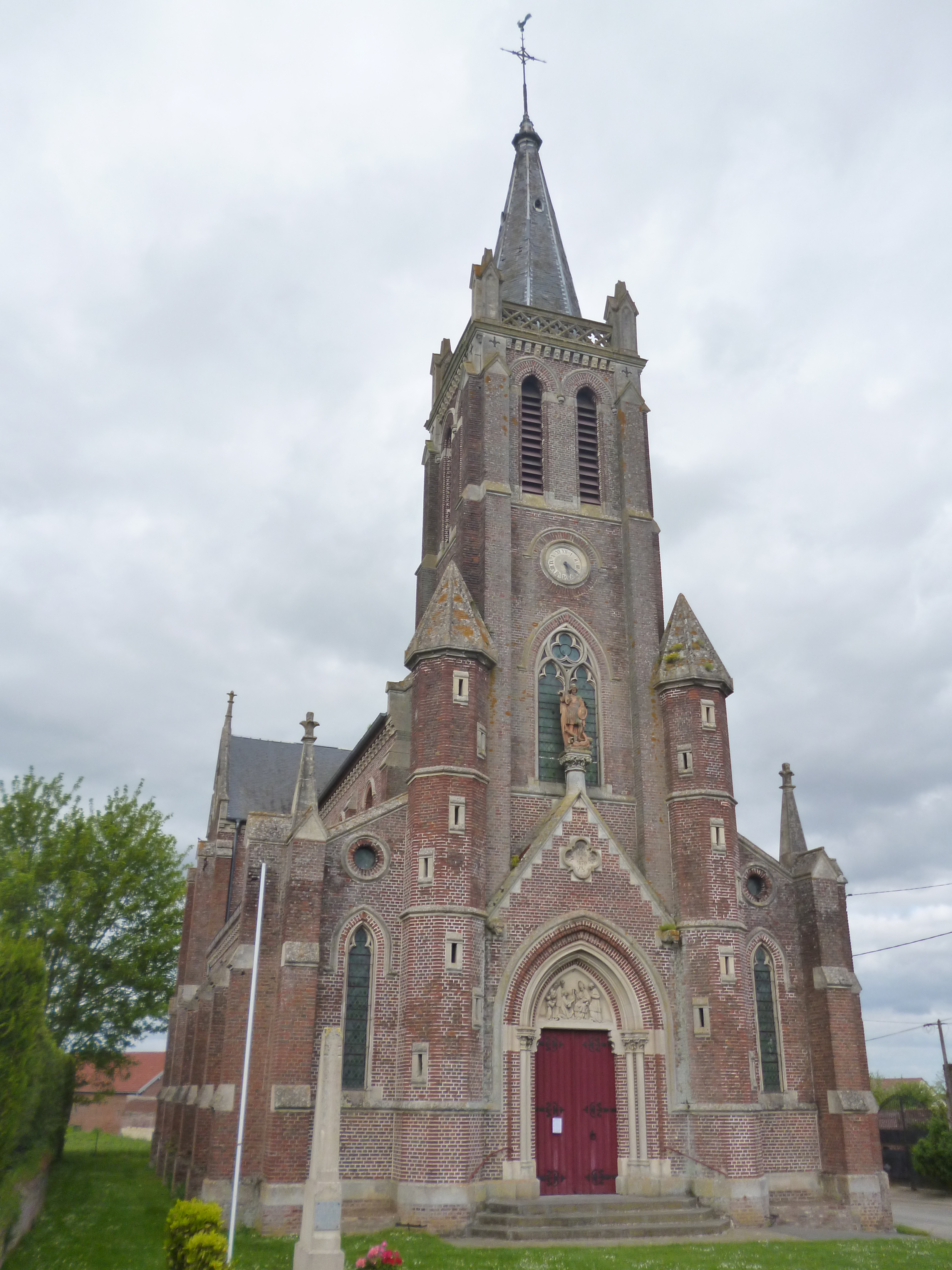
L'église Saint-Victor.
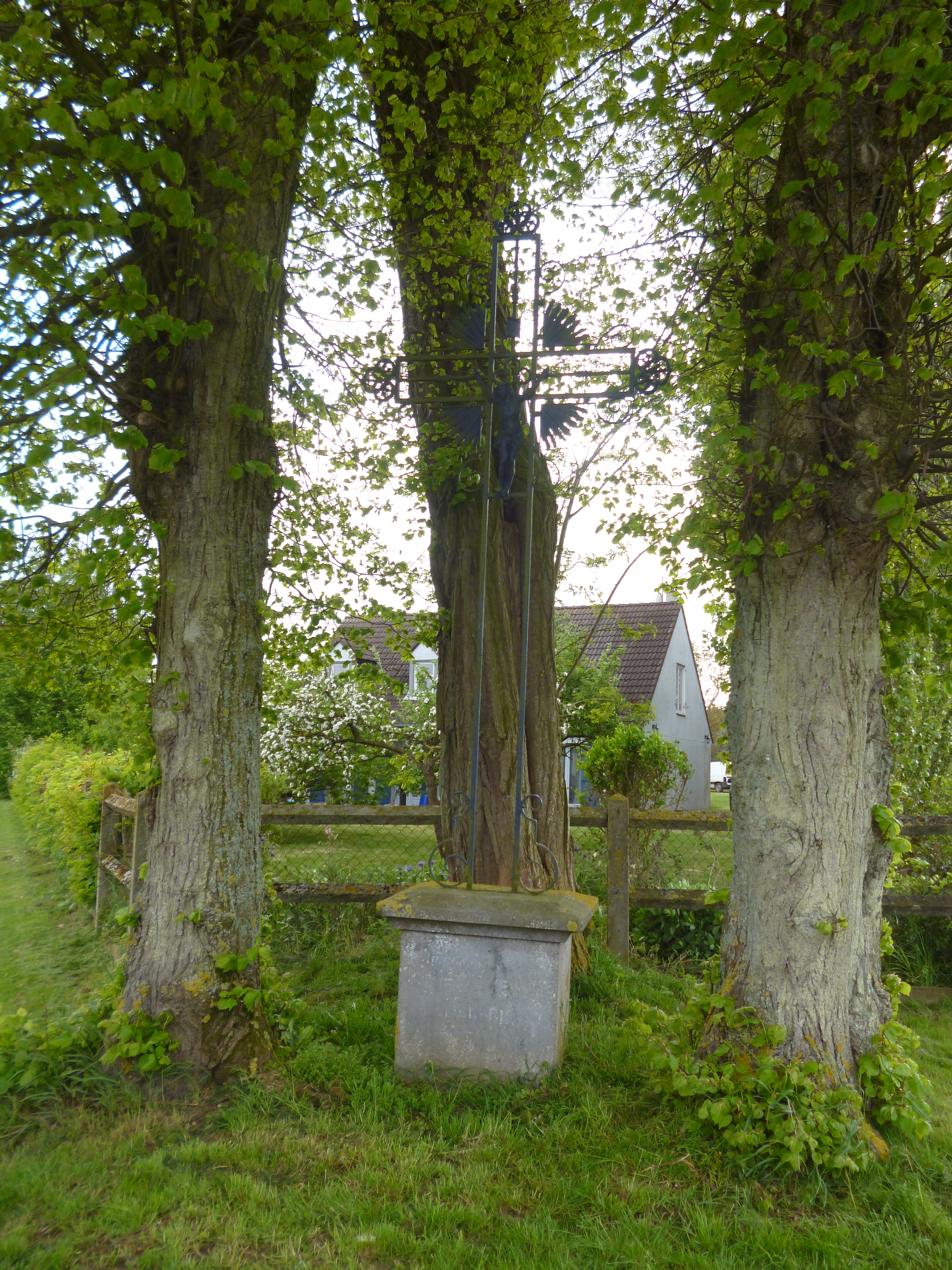
Des calvaires.
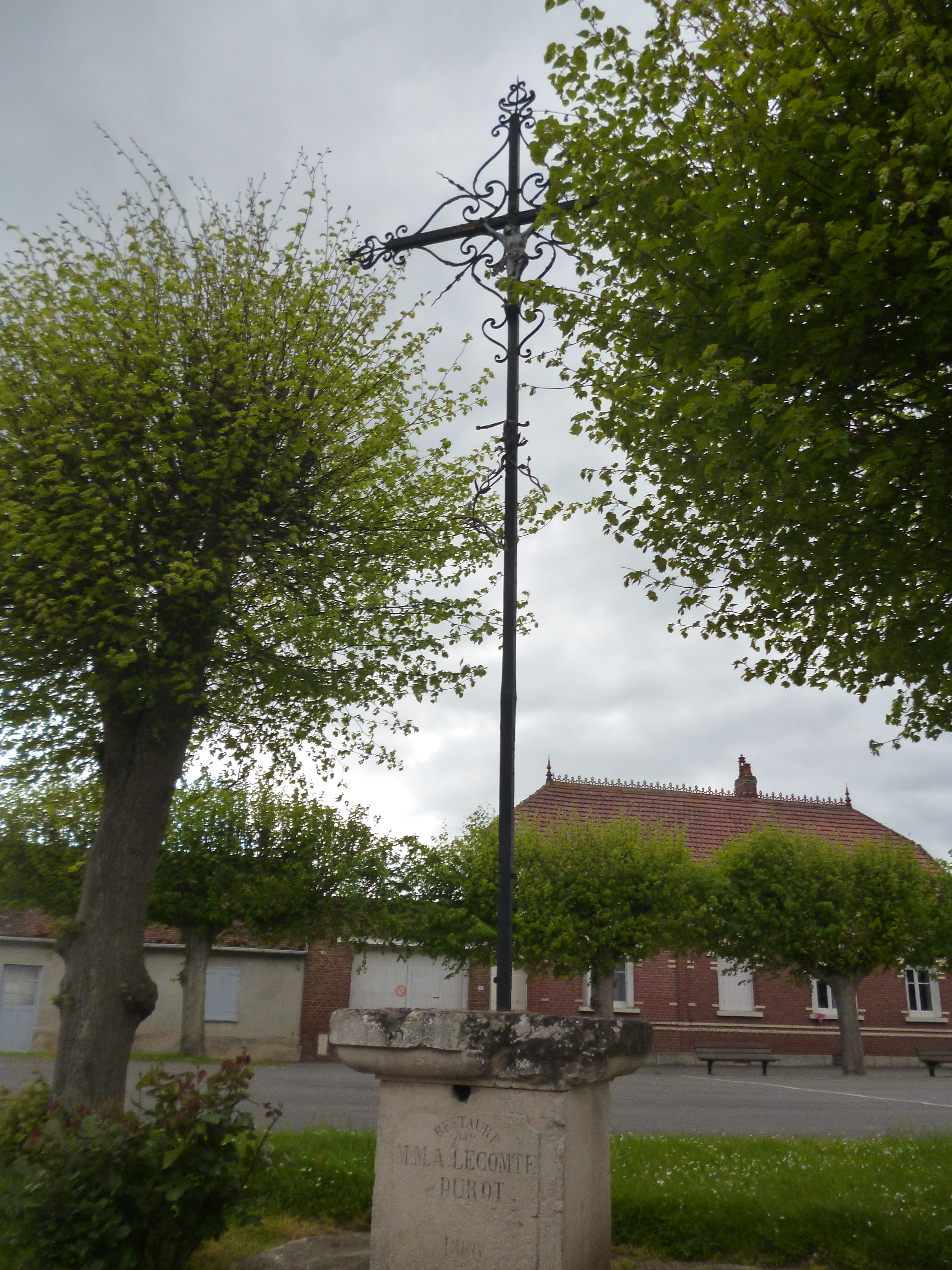
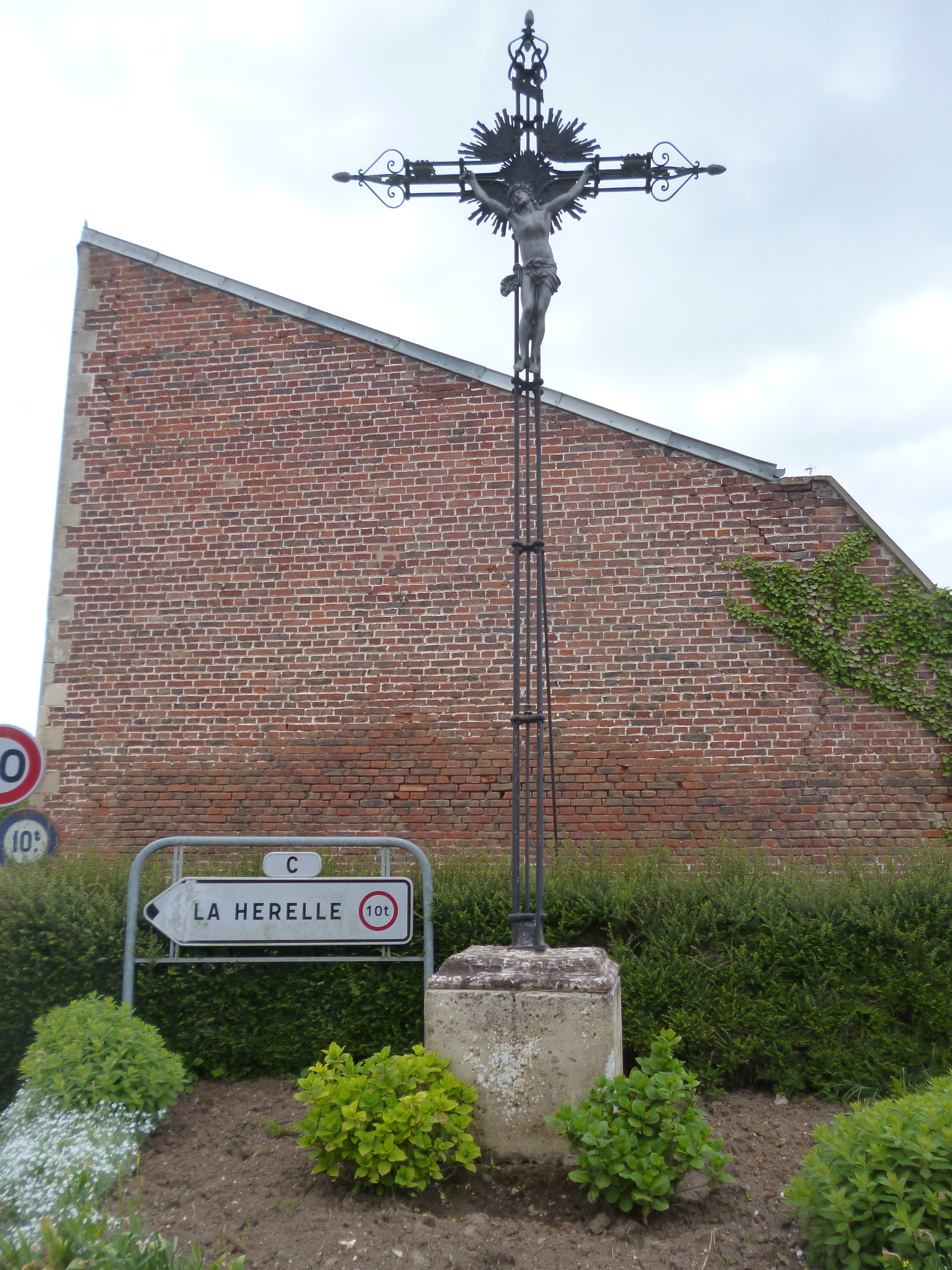
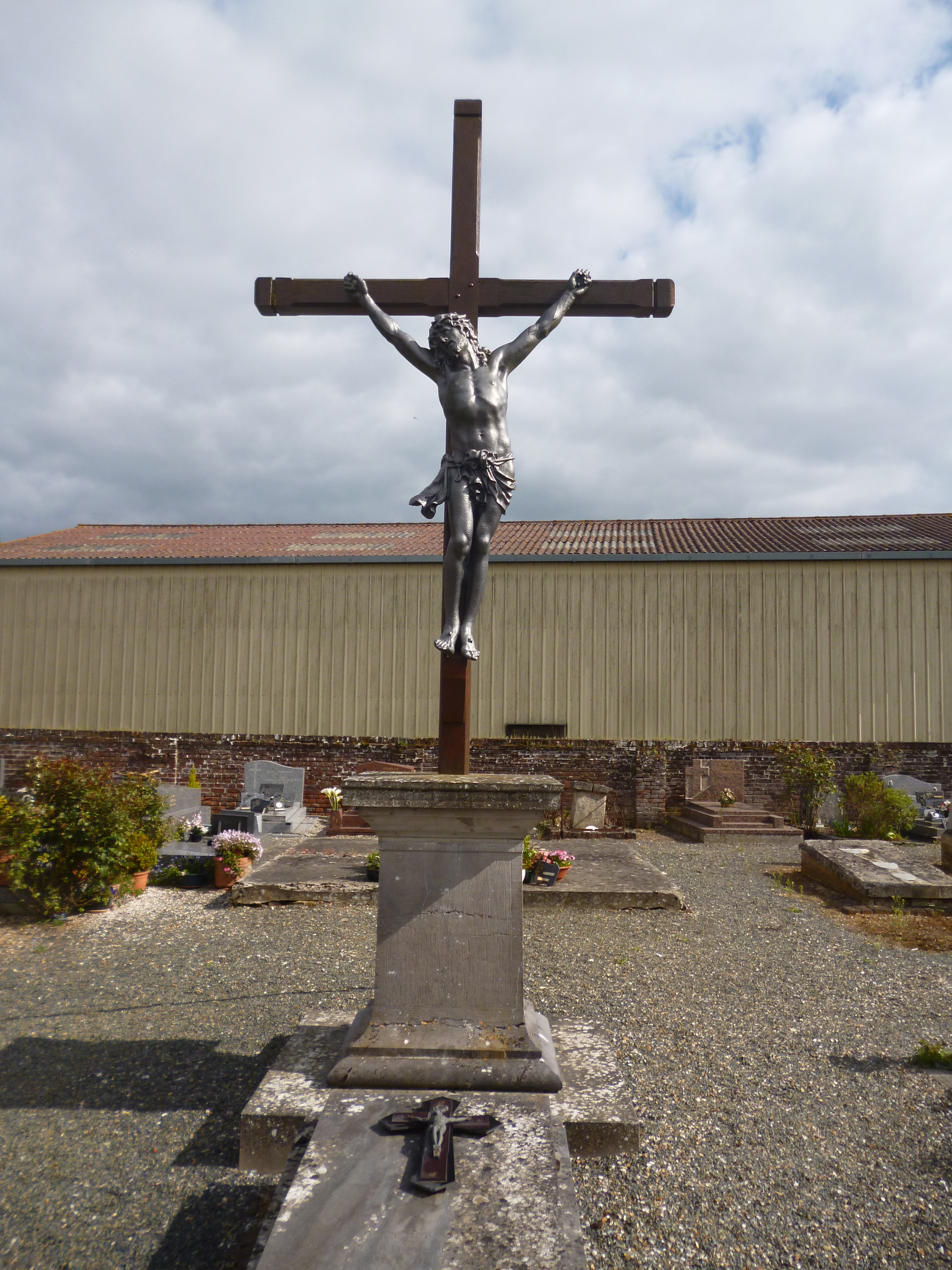
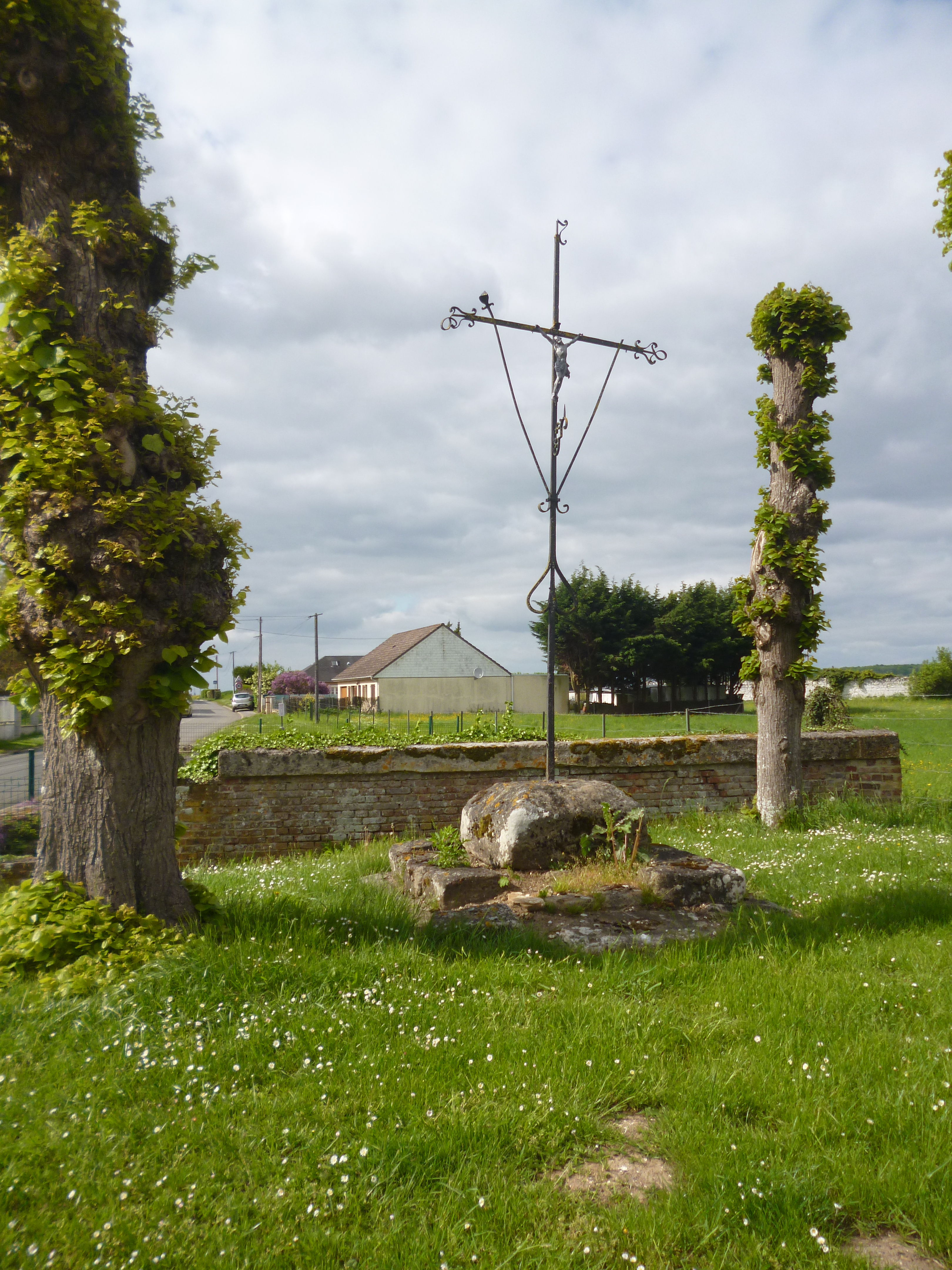
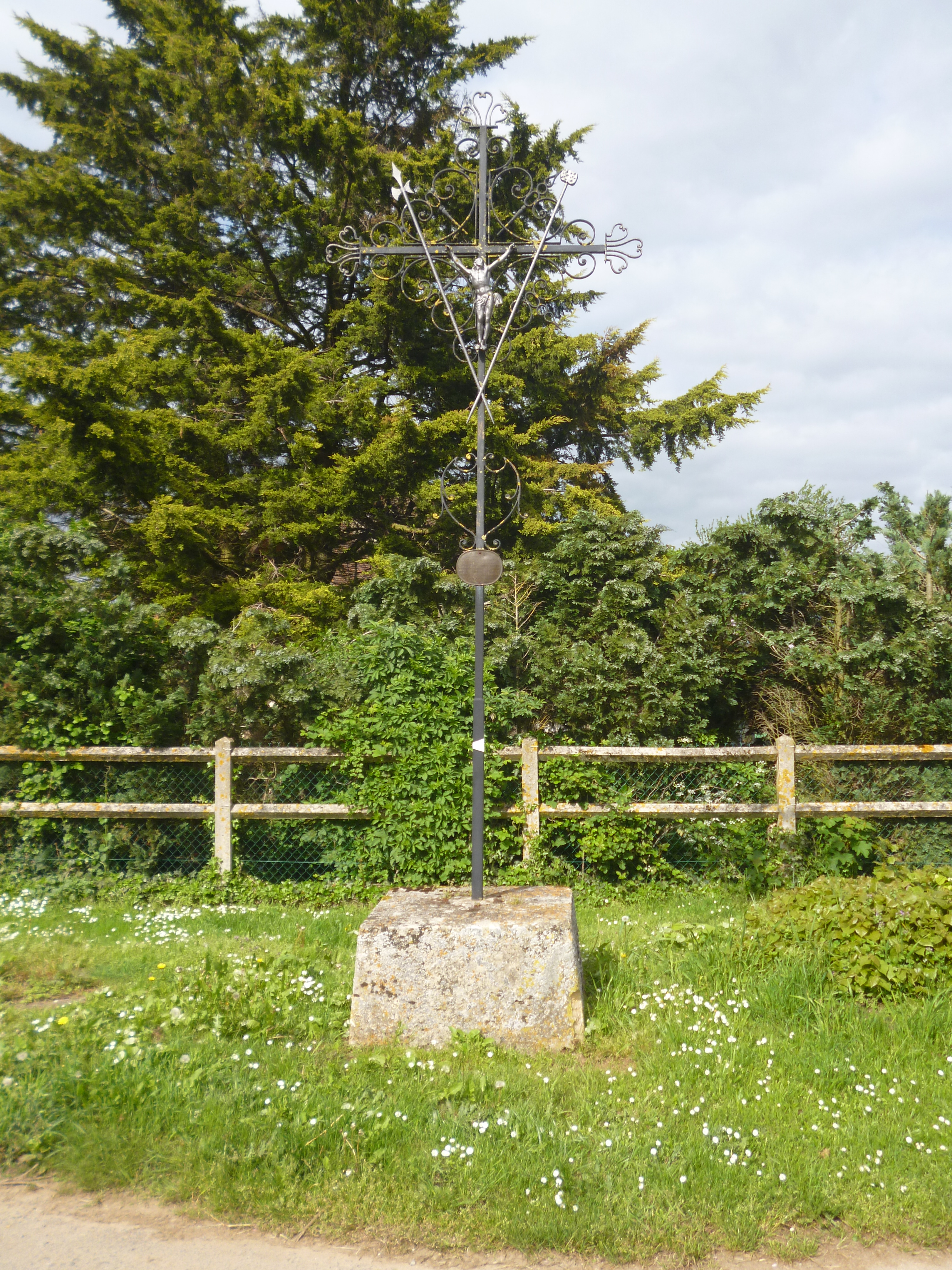

### Personnalités liées à la commune
- Joseph Pellerin, seigneur de Plainville (1684-1783), ministre d'État (1724-1748), commissaire de la Marine et intendant des Armées Navales, dont l'importante collection numismatique, l'ensemble le plus riche et le plus précieux qui eût jamais appartenu à un particulier de 33 500 pièces grecques, qui enrichit la collection de la Bibliothèque Royale (devenue Nationale) par son achat, en 1776, par Barthélémy au nom de Louis XVI. Pellerin fut inhumé à Plainville le 4 août 1783.
- Léon Goudallier (pcd) (1873-1951) a été maire de Plainville et a écrit des textes en picards[28],[29].

### Sports
Une activité sportive traditionnelle, issue d'un ancien jeu, est présente sur la commune. Il s'agit de la longue paume, partie prenante des jeux de balle descendant de la Phaeninde des Grecs anciens. La longue paume est ainsi une variante des jeux diffusés par les légions romaines pendant leur conquête de l'aire celte. Selon les régions, l'adaptation  a pu donner des jeux sportifs très différents, comme les formes variées de pelote au Pays Basque. En Picardie, ces variantes sont au nombre de quatre : balle à la main, ballon au poing, balle au tamis et donc longue paume.
La longue paume s'est sportivisée dès la fin du XIXe siècle. Mais sa pratique ludique fut bien antérieure. A Plainville, Jacques Cambry, le premier préfet de l'Oise, fait mention de la paume dans sa Description du département de l'Oise (paru en 1803).